# 船灣郊野公園

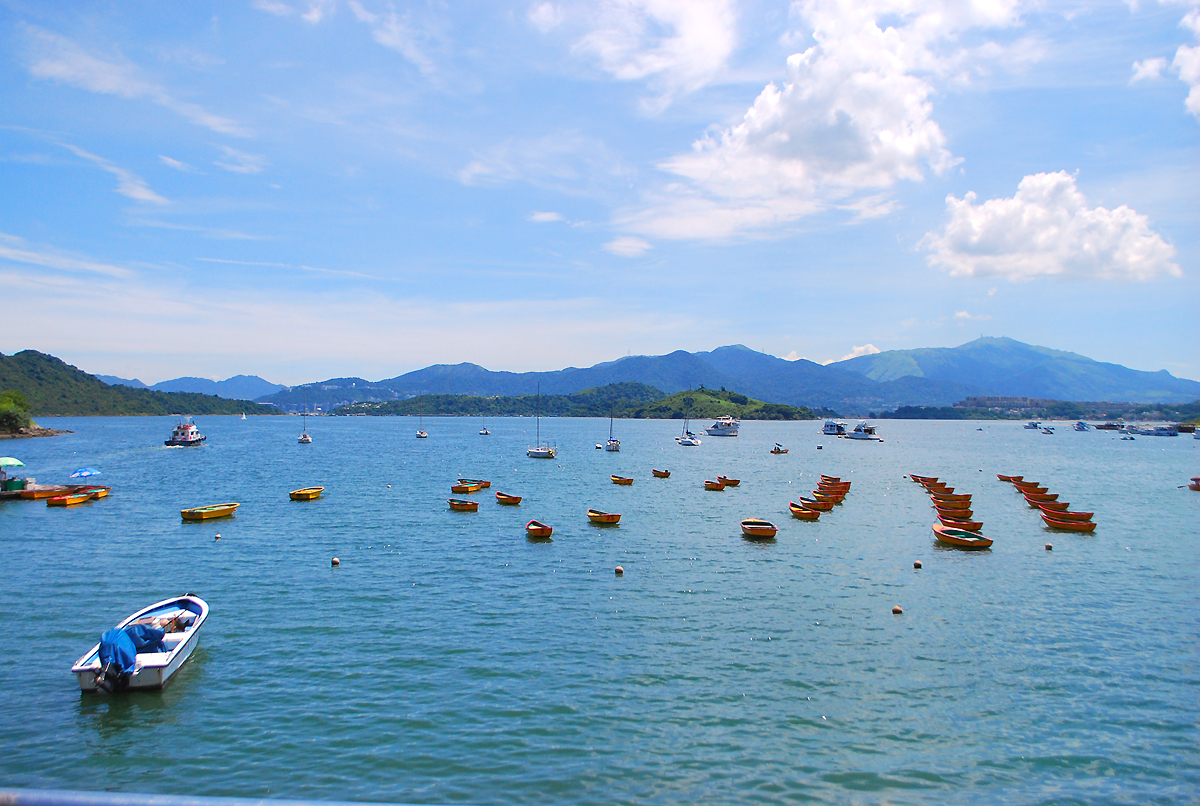
船灣郊野公園近大尾篤一帶的海景

船灣郊野公園（英語：Plover Cove Country Park）是香港的一個郊野公園，位於新界東北部沙頭角半島，佔地達4,594公頃。劃定於1978年4月7日，公園範圍包括船灣淡水湖一帶，三面臨海，西面與八仙嶺郊野公園連接。
根据联合国教科文组织的资料，船湾郊野公园范围内，是香港联合国教科文组织世界地质公园范围内的东北沉积岩园区，具重大自然和文化价值，地質景點也受到法例保護。
照鏡潭特別地區及新娘潭瀑布位於船灣郊野公園之內。

## 香港地質公園範圍
船灣郊野公園蘊含大帽山組、八仙嶺組、西流江組及黃竹角咀組之地層。

## 設施

### 石屋廁所
以下石屋廁所設有傷健人士廁格，每日有專人清潔。
- 降下坳燒烤塲
- 大尾督燒烤塲

## 站外鏈結
- 漁農自然護理署 船灣 （页面存档备份，存于）

1. ↑  >. 香港聯合國教科文組織世界地質公園網站.   [2018-02-26]. （原始内容存档于2021-03-10）.